# Boleslav al V-lea cel Sfios
Boleslav al V-lea cel Sfios - în poloneză: Bolesław Wstydliwy - (n. 21 iunie 1226, Nowy Korczyn⁠(d), Voievodatul Sfintei Cruci, Polonia – d. 7 decembrie 1279, Cracovia, Duchy of Kraków⁠(d)), a fost Duce de Sandomierz în Polonia Mică din 1232 și Mare Duce al Poloniei din 1243 până la moartea sa.
A fost fiul Marelui Duce Leszek I cel Alb, care a fost asasinat în 1227. În următoarea luptă internă pentru supremație între membrii Dinastiei Piast, Ducele Henric I cel Bărbos din Silezia, care a condus Provincia Seniorată la Cracovia din 1232, l-a onorat pe minorul legitim Boleslav al V-lea, cu ducatul Sandomierz, deținut odată de tatăl său Leszek. La câțiva ani după moartea lui Henric al II-lea cel Pios, în 1241 la Bătălia de la Legnica, Boleslav, cu suportul nobilimii din Polonia Mică a prelevat ca Prinț de Cracovia împotriva unchiului său Conrad I de Masovia, astfel devenind conducător în Polonia fragmentată.
În 1239, s-a căsătorit cu Kinga, fiica regelui Béla al IV-lea al Ungariei. În conformitate cu cronicile medievale, căsătoria nu a fost niciodată consumată. Kinga, fiind extrem de pioasă, a împiedicat implinirea atribuțiilor sale de soție. La început, Boleslav a încercat să o facă să se răzgândească, dar ea a obiectat și a acceptat situația fără tragere de inimă. Convingerile sale religioase i-au interzis să-și ia o amantă. Prin urmare, s-a ales cu epitetul de Cast sau timid.
După refuzul său de a participa la Bătălia de la Chmielnik în anul 1241, în timpul invaziei mongole din Polonia, orașul Cracovia a fost distrus, iar apoi reconstruit după ce mongolii s-au retras. 
În timpul domniei sale a avut loc al doilea raid Tătar al Hoardei de Aur împotriva Poloniei, în 1259, atunci când terenurile au fost devastate la Sandomierz și Cracovia și alte orașe au fost jefuite de către forțele invadatoare conduse de Nogai Khan. Boleslav a trebuit, de asemenea, să se ocupe de cererile vărului său din Silezia Superioară, Vladislav de Opole, culminând într-un conflict armat în 1273. Vladislav a fost învins, iar prestigiosul titlu de Mare Duce a fost grav erodat.
Pentru că Boleslav nu a avut moștenitori, a lăsat Provincia Seniorată
ca moștenire nepotului său, Leszek al II-lea cel Negru, cel mai mare fiu al vărului său Cazimir I de Kuyavia. 
1. ↑  „Boleslav al V-lea cel Sfios”, Gemeinsame Normdatei, accesat în 30 decembrie 2014
2. ↑  „Boleslav al V-lea cel Sfios”, Gemeinsame Normdatei, accesat în 2 aprilie 2015